# Игры шпионов
«И́гры шпио́нов» (англ. The Courier) — британский фильм 2020 года режиссёра Доминика Кука о работе британского бизнесмена Гревилла Винна, нанятого в качестве агента МИ-6, и советского офицера Олега Пеньковского, который передавал на Запад информацию. В ролях: Бенедикт Камбербэтч, Рэйчел Броснахан, Джесси Бакли, Мераб Нинидзе, Ангус Райт и Кирилл Пирогов.
Мировая премьера фильма состоялась на кинофестивале Sundance 24 января 2020 года, а его релиз был запланирован на 30 октября 2020 года в Великобритании и 21 февраля 2021 года в США.

## Сюжет
«Игры шпионов» рассказывают историю британского бизнесмена, который стал шпионом ЦРУ и связным у завербованного британской разведкой сотрудника ГРУ СССР Олега Пеньковского. События фильма происходят в начале 60-х годов XX века на фоне Холодной войны между США и СССР и развернувшегося Карибского кризиса..

## В ролях
| Актёр               | Роль                    |
| ------------------- | ----------------------- |
| Бенедикт Камбербэтч | Гревилл Винн            |
| Рэйчел Броснахэн    | Хелен Тэлбот            |
| Джесси Бакли        | Шейла Винн              |
| Мераб Нинидзе       | Олег Пеньковский        |
| Владимир Чуприков   | Никита Хрущёв           |
| Ангус Райт          | Дики Фрэнкс             |
| Кирилл Пирогов      | Грибанов, сотрудник КГБ |
| Кейр Хиллз          | Эндрю Винн              |
| Джонатан Харден     | Леонард                 |
| Александр Котяков   | советский офицер        |
| Ольга Кох           | Ириса                   |
| Желько Иванек       | директор ЦРУ            |
| Мария Миронова      | Вера                    |
| Дмитрий Воронцов    | русский делегат         |
| Андрей Курганов     | русский пассажир        |
| Андрей Малый        | Митрохин                |

## Производство
1 мая 2018 года было объявлено, что FilmNation Entertainment снимает фильм о британском шпионе Гревилле Винне по сценарию Тома О’Коннора. Доминик Кук собирается поставить фильм и продюсировать его вместе с О’Коннором, Беном Пью, Рори Эйткеном, Адамом Эклендом, Джошем Варни и Лией Кларк. Производством займется компания SunnyMarch.
Наряду с первоначальным объявлением производства было подтверждено, что Бенедикт Камбербэтч был выбран на роль Гревилла Винна. В октябре 2018 года было объявлено, что к актёрскому составу фильма присоединились Рэйчел Броснахан, Джесси Бакли, Мераб Нинидзе, Ангус Райт и Кирилл Пирогов.
Съёмки фильма начались 15 октября 2018 года и продлились до 7 декабря 2018.

## Релиз
Мировая премьера фильма под названием Ironbark состоялась на кинофестивале Sundance 24 января 2020 года Вскоре после этого Roadside Attractions и Lionsgate приобрели права на показ в США. Фильм под новым названием «Курьер» вышел в прокат в США 28 августа 2020 года. Однако он был отложен до 16 октября 2020 года. Его планировалось выпустить в Великобритании 30 октября 2020 года.

### Прием критиков
Согласно агрегатору рецензий Rotten Tomatoes, фильм имеет рейтинг одобрения 82 % на основе 17 рецензий со средним рейтингом 6,56 / 10. На Metacritic фильм имеет средневзвешенную оценку 62 из 100, основанную на 10 отзывах, что указывает на «в целом положительные отзывы».